# Maret-Mai Otsa
Maret-Mai Otsa, coniugata Višnjova (Kohtla-Järve, 22 febbraio 1931 – Jõhvi, 2 maggio 2020), è stata una cestista sovietica.

## Carriera
Con l'Unione Sovietica ha disputato i Campionati mondiali del 1959 e cinque edizioni dei Campionati europei (1952, 1954, 1956, 1958, 1960).